# Philippe Gilbert
Philippe Gilbert (Verviers, 5 de julho de 1982), é um ciclista profissional belga, na categoria UCI ProTour, membro da equipe BMC Racing Team.

## Carreira
Ele é a segunda pessoa (e da primeiro pessoa belga ) da história a vencer todos os três Ardennes clássicos em um ano. Gilbert ganhou várias competições de ciclismo do mundo, como a Paris-Tours (2008-2009), Giro di Lombardia (2009, 2010), Amstel Gold Race (2010, 2011), La Flèche Wallonne (2011), Liège-Bastogne-Liège (2011), e Clássica da San Sebastián (2011). Em 2012, venceu o Campeonato Mundial de Estrada, o que lhe deu direito de usar a camisa arco-íris em todas as provas de estrada até o campeonato do ano seguinte. Competiu nos Jogos Olímpicos de Verão de 2004 e 2012.
Campeão Belga 2017
Campeão do Tour de Flanders 2017
Campeão da Paris–Roubaix 2019